# Liste der Monuments historiques in Monneville
Die Liste der Monuments historiques in Monneville führt die Monuments historiques in der französischen Gemeinde Monneville auf.

## Liste der Bauwerke
| Bezeichnung      | Beschreibung | Standort             | Kennzeichnung | Schutzstatus | Datum | Bild           |
| ---------------- | ------------ | -------------------- | ------------- | ------------ | ----- | -------------- |
| Kirche St-Martin |              | in Marquemont (Lage) | PA00114750    | Classé       | 1934  | weitere Bilder |

## Liste der Objekte
- Monuments historiques (Objekte) in Monneville in der Base Palissy des französischen Kultusministeriums